# Východočeský krajský přebor 1979/1980
Ve Východočeském krajském přeboru 1979/80 (jedna ze skupin 5. fotbalové ligy) se utkalo 14 týmů každý s každým dvoukolovým systémem podzim–jaro. 

## Konečná tabulka
| Poř. | Tým                              | Z  | V  | R  | P  | VG | OG | B  |
| ---- | -------------------------------- | -- | -- | -- | -- | -- | -- | -- |
| 1.   | Karosa Vysoké Mýto               | 26 | 18 | 5  | 3  | 40 | 28 | 41 |
| 2.   | TJ Nová Paka                     | 26 | 11 | 11 | 4  | 38 | 27 | 33 |
| 3.   | Spartak Hlinsko                  | 26 | 13 | 4  | 9  | 59 | 35 | 30 |
| 4.   | Jiskra Holice                    | 26 | 10 | 10 | 6  | 33 | 22 | 30 |
| 5.   | RH Hradec Králové                | 26 | 11 | 7  | 8  | 29 | 27 | 29 |
| 6.   | SK Světlá nad Sázavou            | 26 | 11 | 5  | 10 | 56 | 43 | 27 |
| 7.   | VCHZ Pardubice B                 | 26 | 11 | 3  | 12 | 37 | 31 | 25 |
| 8.   | Slovan Moravská Třebová          | 26 | 7  | 11 | 8  | 32 | 31 | 25 |
| 9.   | Sparta Úpice                     | 26 | 9  | 6  | 11 | 35 | 44 | 24 |
| 10.  | VTJ Dukla Jičín                  | 26 | 9  | 6  | 11 | 27 | 34 | 24 |
| 11.  | TJ Dvůr Králové nad Labem        | 26 | 7  | 8  | 11 | 31 | 34 | 22 |
| 12.  | TJ Tesla Lanškroun               | 26 | 8  | 5  | 13 | 43 | 61 | 21 |
| 13.  | TJ Spartak Nové Město nad Metují | 26 | 5  | 7  | 14 | 30 | 49 | 17 |
| 14.  | TJ Jičín                         | 26 | 5  | 6  | 15 | 26 | 54 | 16 |

Poznámky:
- Z = Odehrané zápasy; V = Vítězství; R = Remízy; P = Prohry; VG = Vstřelené góly; OG = Obdržené góly; B = Body; (S) = Mužstvo sestoupivší z vyšší soutěže; (N) = Mužstvo postoupivší z nižší soutěže (nováček)

|  | Postup do Divize C 1980/1981                               |
|  | Sestup do skupin I. A třídy Východočeského kraje 1980/1981 |